# World Championship Tennis Finals 1974
World Championship Tennis Finals 1974 byl čtvrtý ročník tenisového turnaje WCT Finals, pořádaný jako závěrečná událost mužského okruhu World Championship Tennis. Probíhal mezi 8. až 12. květnem na koberci dallaské haly Memorial Auditorium.
Poprvé v historii tenisu byl na této finálové události, vedle ženského Virginia Slims v Los Angeles, vyzkoušen počítačový systém elektronického čárového rozhodčího pro kontrolu dopadu míčů.
Do turnaje s rozpočtem 100 000 dolarů se kvalifikovalo osm nejlepších tenistů okruhu WCT 1974. Vítězem se stal Australan John Newcombe, když ve finále přehrál Švéda Björna Borga ve čtyřech setech. Připsal si tak osmý titul v probíhající sezóně a celkově padesátý šestý kariéry.

## Finále

### Mužská dvouhra
- John Newcombe vs.  Björn Borg, 4–6, 6–3, 6–3, 6–2